# Église Notre-Dame-de-l'Assomption de Lemé
L'église Notre-Dame-de-l'Assomption de Lemé est une église située sur le territoire de la commune de Lemé, dans le département de l'Aisne, en France.

## Localisation
L'église est située sur la commune de Lemé, dans le département de l'Aisne.

## Historique

### Galerie

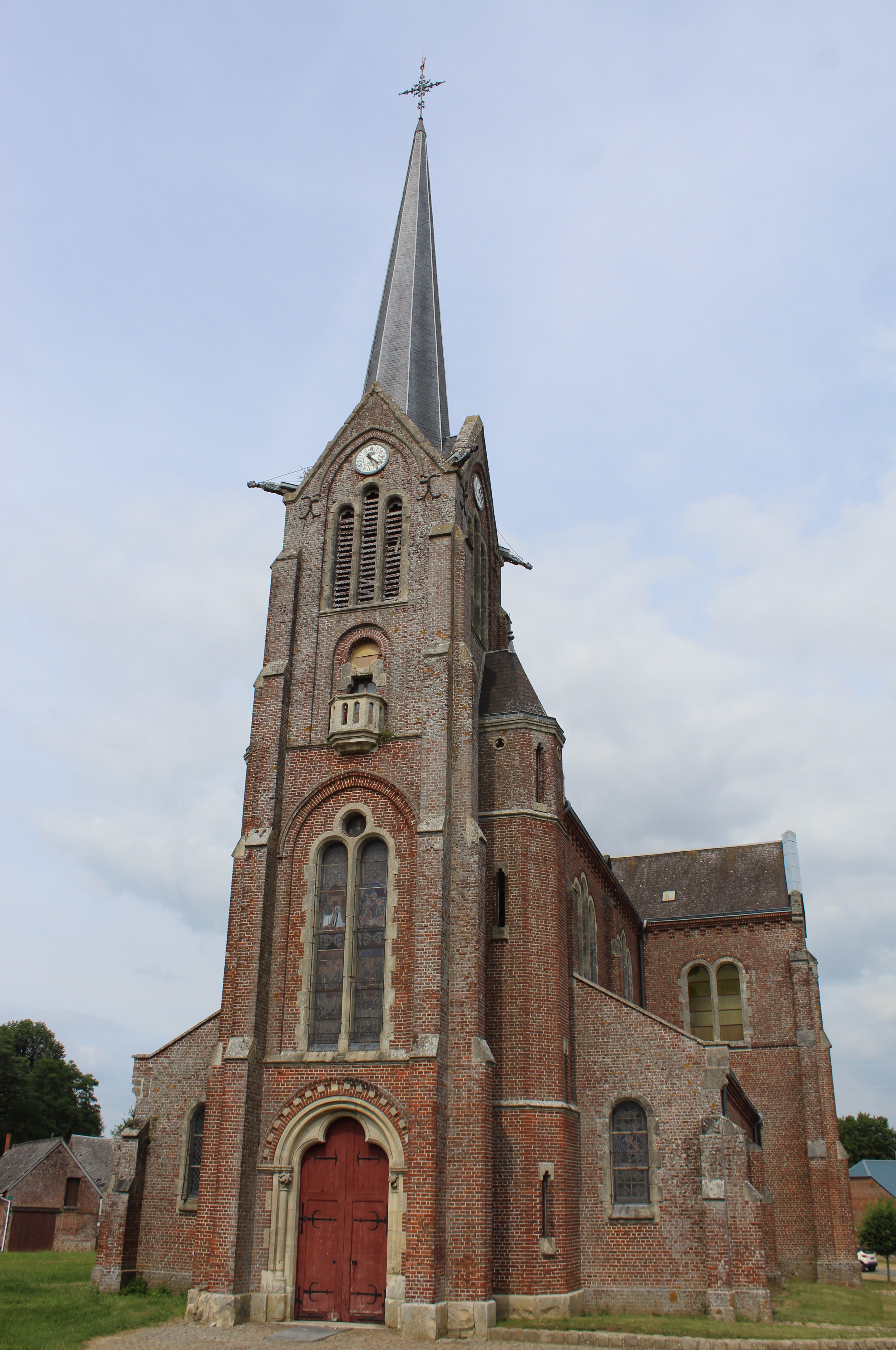
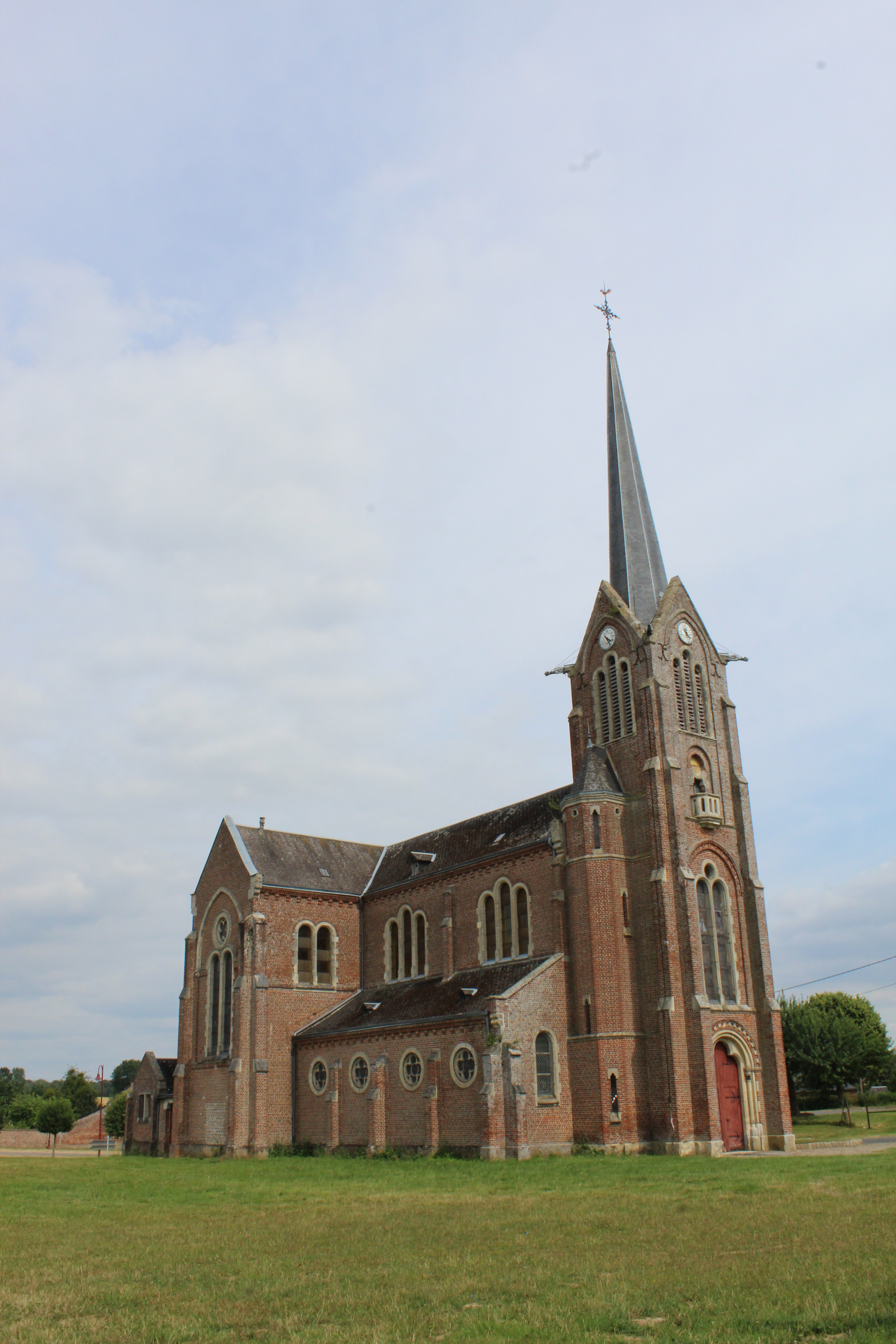
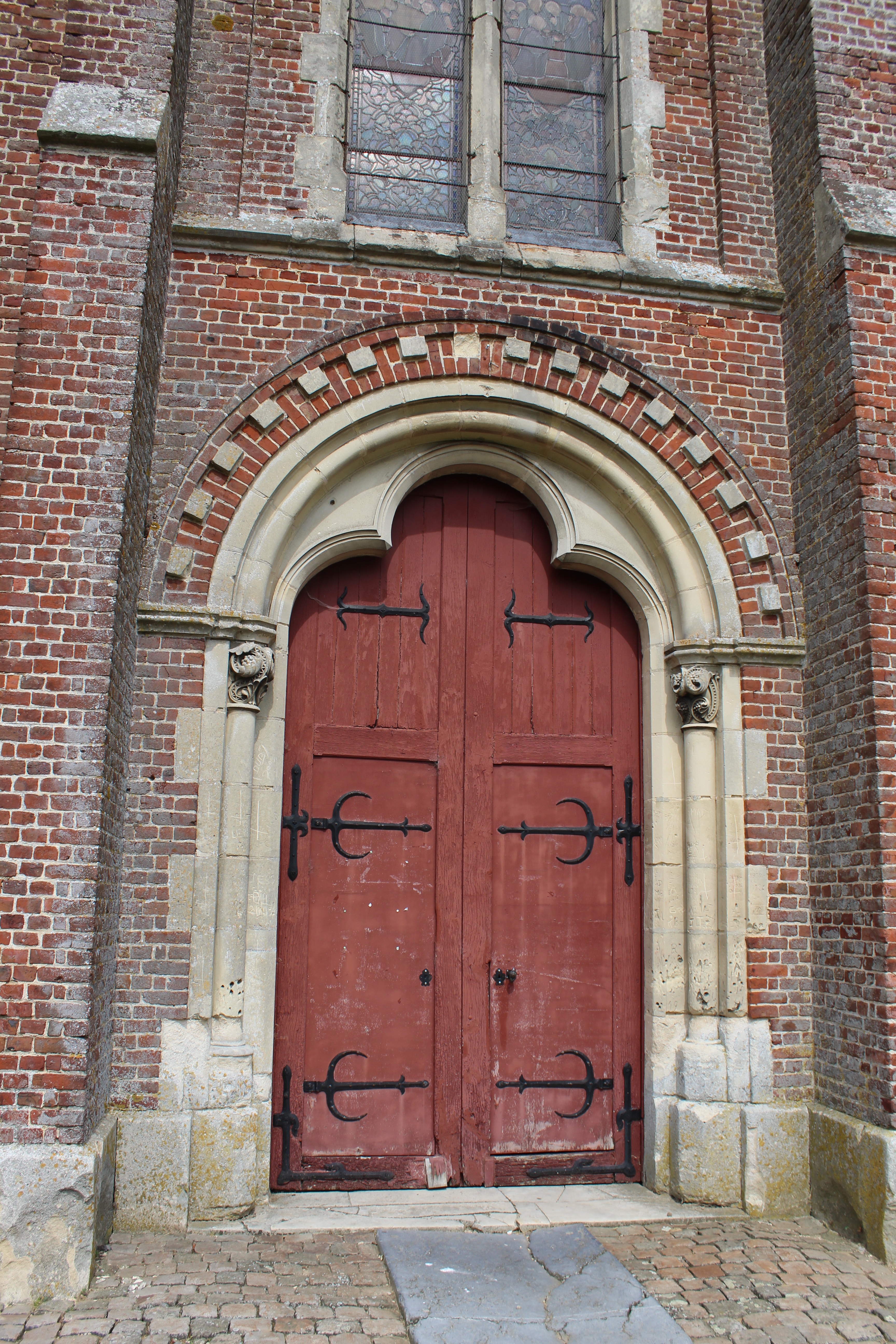
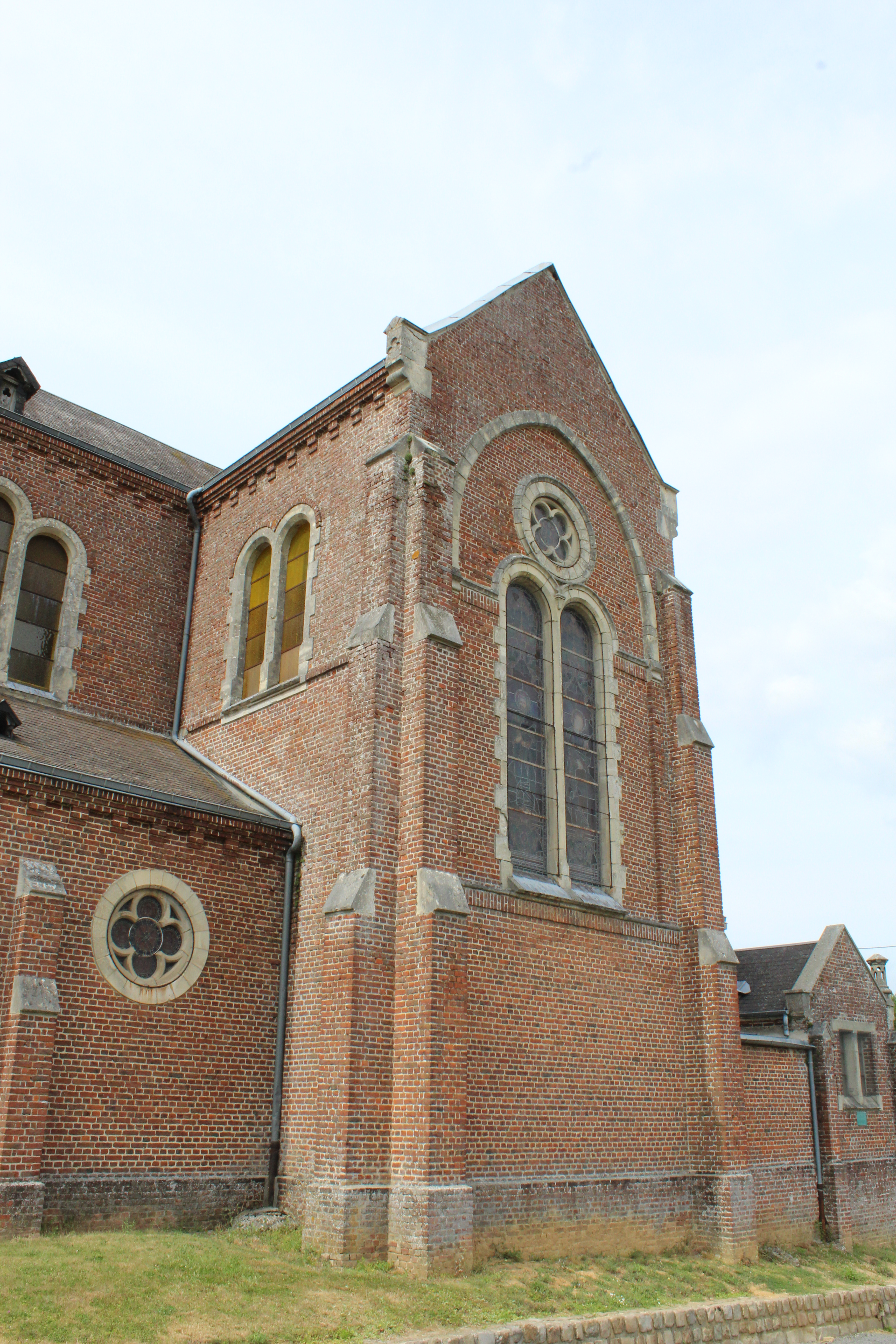
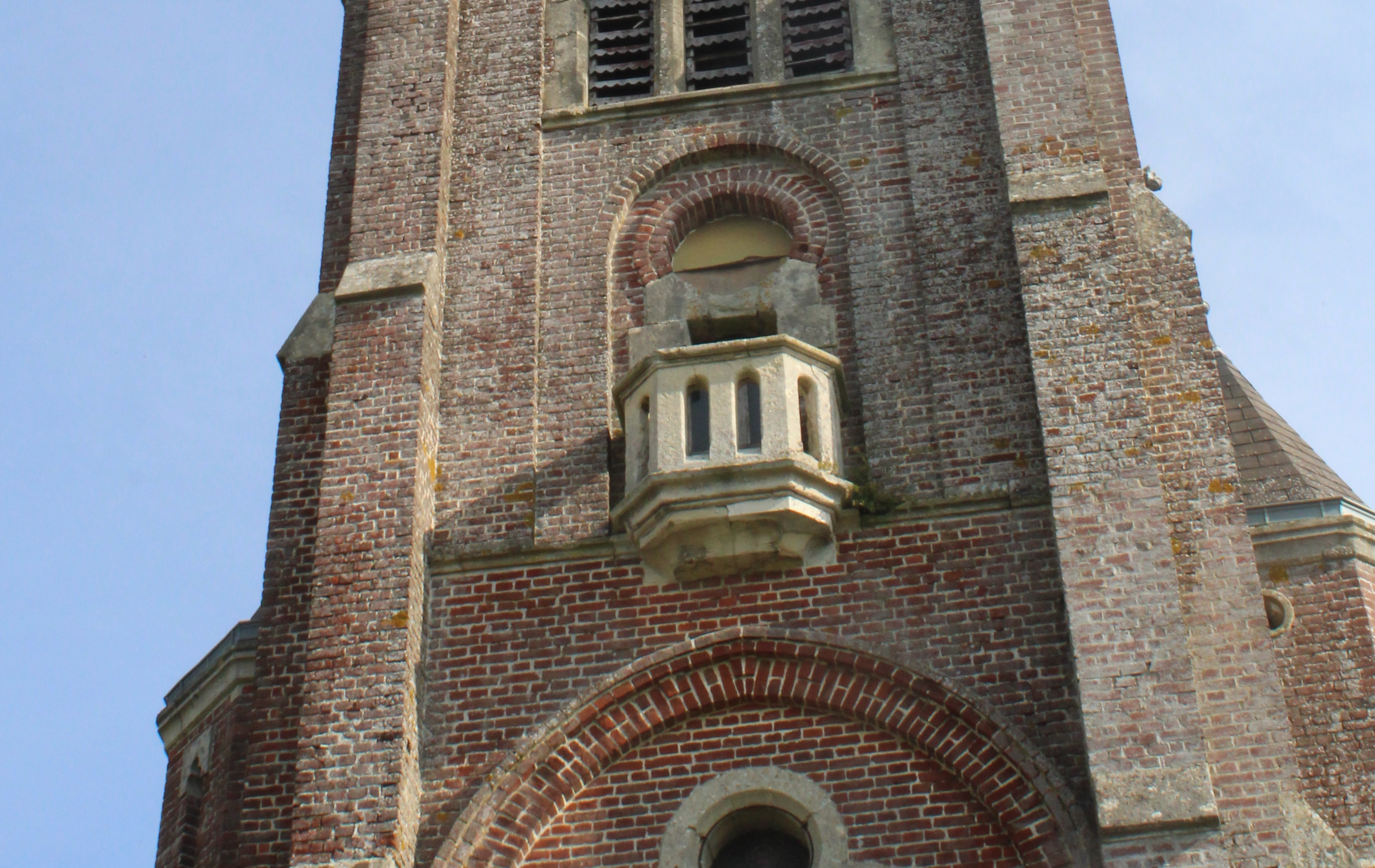
Le curieux balcon de l'église.
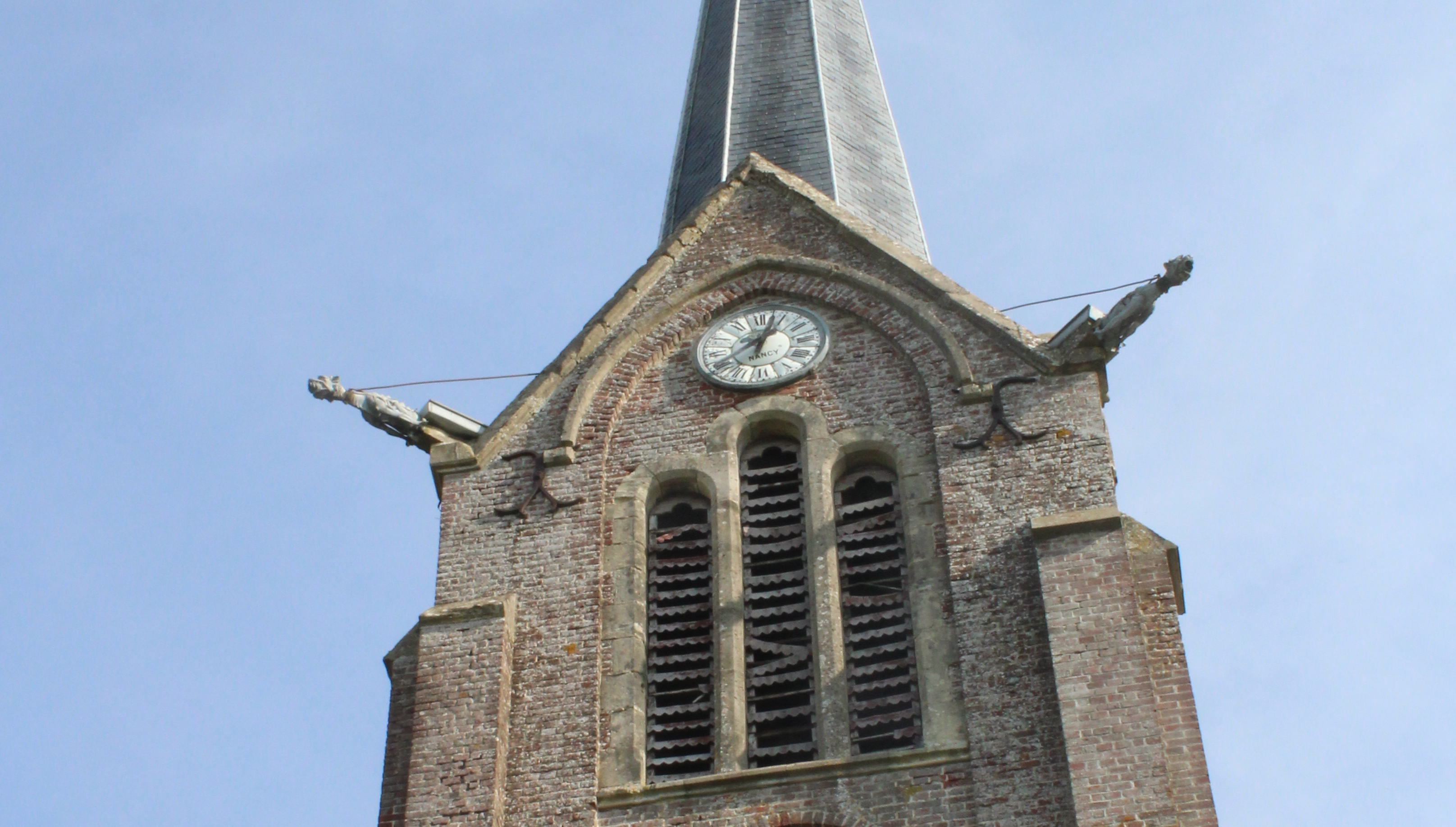
Les gargouilles en métal.